# Ptolemais
Ptolemais (în turcă Kayılar) este un oraș în Grecia în prefectura Kozani.

## Personalități născute aici
- Nikos Dabizas (n. 1973), fotbalist.
- Pantelis Kapetanos (n. 1983), fotbalist